# PZ-90
PZ-90 av ryska ПЗ-90, förkortning av Параметры Земли 1990 года (Parametry Zemli 1990 goda, sv: Jordparametrar av år 1990), referenssystem som används av det ryska satellitpositioneringssystemet GLONASS.